# Фінал кубка Англії з футболу 1900
Фінал кубка Англії з футболу 1900 — 29-й фінал найстарішого футбольного кубка у світі. Учасниками фіналу були «Бері» і «Саутгемптон». Володарем кубкового трофею став «Бері».

## Шлях до фіналу
| «Бері»             | «Бері»    | «Бері»                                                            | Раунд        | «Саутгемптон»          | «Саутгемптон» | «Саутгемптон»                                                     |
| ------------------ | --------- | ----------------------------------------------------------------- | ------------ | ---------------------- | ------------- | ----------------------------------------------------------------- |
| Суперник           | Результат | Матчі                                                             |              | Суперник               | Результат     | Матчі                                                             |
| «Бернлі»           | 1—0       | 1—0 на виїзді                                                     | Перший раунд | «Евертон»              | 3—0           | 3—0 вдома                                                         |
| «Ноттс Каунті»     | 2—0       | 0—0 на виїзді, 2—0 вдома (перегравання)                           | Другий раунд | «Ньюкасл Юнайтед»      | 4—1           | 4—1 вдома                                                         |
| «Шеффілд Юнайтед»  | 4—2       | 2—2 на виїзді, 2—0 вдома (перегравання)                           | Третій раунд | «Вест-Бромвіч Альбіон» | 2—1           | 2—1 вдома                                                         |
| «Ноттінгем Форест» | 4—3       | 1—1 на нейтральному полі, 3—2 на нейтральному полі (перегравання) | 1/2 фіналу   | «Міллволл Атлетік»     | 3—0           | 0—0 на нейтральному полі, 3—0 на нейтральному полі (перегравання) |

## Матч
| 21 квітня 1900 |

| Бері                              | 4:0      | Саутгемптон |
| --------------------------------- | -------- | ----------- |
| Маклакі 9', 23' Вуд 16' Плант 80' | Протокол |             |

| Крістал Пелес, Лондон Глядачів: 68 985 Арбітр: Артур Кінгскотт |

|  |  |

|                      |  |                 |  |
|                      |  |                 |  |
| В                    |  | Фред Томпсон    |  |
| З                    |  | Томмі Давідсон  |  |
| З                    |  | Джонні Дарроч   |  |
| ПЗ                   |  | Джордж Росс     |  |
| ПЗ                   |  | Джо Лімінг      |  |
| ПЗ                   |  | Джек Прей (к)   |  |
| Н                    |  | Джек Плант      |  |
| Н                    |  | Чарлі Сейгар    |  |
| Н                    |  | Джаспер Маклакі |  |
| Н                    |  | Віллі Вуд       |  |
| Н                    |  | Біллі Річардс   |  |
| Головний тренер:     |  |                 |  |
| Гаррі Спенсер Геймер |  |                 |  |

|                  |  |                  |  |
|                  |  |                  |  |
| В                |  | Джек Робінсон    |  |
| З                |  | Пітер Дарбер     |  |
| З                |  | Пітер Міган      |  |
| ПЗ               |  | Боб Петрі        |  |
| ПЗ               |  | Артур Чедвік     |  |
| ПЗ               |  | Самуель Местон   |  |
| Н                |  | Альфред Мілворд  |  |
| Н                |  | Гаррі Вуд        |  |
| Н                |  | Джек Фаррелл (к) |  |
| Н                |  | Джиммі Єйтс      |  |
| Н                |  | Арчі Тернер      |  |
| Головний тренер: |  |                  |  |
| Ернест Арнфілд   |  |                  |  |